# Teoria transgeracional
A teoria transgeracional (também denominada terapia transgeracional ou psicogenealogia) é o estudo da árvore genealógico de um indivíduo para o conhecimento de seus antecedentes familiares, assim compreendendo como esses antecedentes históricos da vida de uma pessoa, podem influenciar em sua personalidade. Devido a isso, é considerada uma pseudociência. 
A referida terapia mencionada, possibilita encontrar algumas razões para os acontecimentos da vida de uma determinada pessoa. Essas alterações costumam ter relação, com o que Anne Schutzenberger nomeou de <<lealdades invisíveis>> que ocorrem dentro do inconsciente do indivíduo, devido a problemas geracionais não resolvidos. Por isso, o estudo da Psicogenealogia teria relação com à consciência e ao modo de resolver conflitos. Por isso, o estudo de Psicogenealogia teria relação com à consciência e ao modo de resolver conflitos do indivíduo, essa tomada de consciência desse problema geracional, possibilita a pessoa a reconhecer a importância de mudar esses atos, para o seu processo terapêutico.
Parte-se da teoria que, desde o momento de nossa concepção, que o nosso inconsciente guarda toda a informação do clã familiar. Portanto, a Teoria transgeracional assinala-nos as dinâmicas que dão origem a envolvimentos de uma geração à seguinte e que dificultam nossa vida, ao condicionar nossas ações e bloquear em nossa construção pessoal.
Uma das metodologias que essa terapia utiliza em seu enfoque, se baseia em elaborar a árvore genealógico,  onde se fazem visíveis os ancestrais e os vínculos do consultante, para que o sujeito tome consciência das situações que comprometem diferentes fatores de sua vida. Dessas situações podem ter relação com abusos, incestos, violências, etc.,  que os ancestrais viveram e terminaram se guardando como segredos que passam para às seguintes gerações em forma de trauma geracional. Isso causa, por exemplo, que o corpo fique doente por somatizar e guardar esses sentimentos advindos de um trauma por anos. Ao perceber isso, o indivíduo vê-se obrigado a curar essas feridas.
Cristóbal Jodorowsky propõe o pensamento de que somos portadores dos conflitos não solucionados em nosso clã familiar, por isso a memória da árvore que temos presente, tende a se repetir através de datas, doenças, mortes, situações dolorosas, nomes, entre outras situações.

## Origem
Na década dos 70, o grupo de psicoanalistas Nicolas Abraham, Mária Török, Françoise Dolto, Anne Schützenberger e Didier Dumas faziam reuniões todas as semanas:
Nicolas Abraham e Mária Török, desde a execução de seu trabalho no Hospital Psiquiátrico de Paris, decidiram registrar o que os pacientes relatavam acerca dos familiares, ou, para os familiares. Com isto descobriram que o paciente conhecia, sem saber, situações passadas relacionadas aos problemas familiares. Dito isso, a descoberta levou aos psicoanalistas a falar do inconsciente do clã (ou inconsciente familiar), e conseguiram identificar que o paciente é portador de #um ónus emocional que não corresponde à época atual, e que tem relação com situações difíceis do convívio familiar.
Mais conhecimentos desta temática desenvolveram-se a partir do livro de Anne Ancellin Schützenberger, Ai meus ancestros!, produzido em 1985, que contém as descobertas de Nicolas Abraham e Mária Török.
Ao decorrer do tempo, apareceram outras contribuições para essa temática, de J. Levy Moreno, Didier Dumas, Gregory Bateson, Virginia Satir, Fritz Perls, Milton Erickson, Carl Whitaker, Levi Moreno, Alejandro Jodorowsky, Bert Hellinger, além dos desenvolvimentos técnicos da psicologia sistémica e as constelações familiares.

## Inconsciente

### Inconsciente pessoal
O inconsciente pessoal é aquele que administra nossa estrutura, crenças, decisões e emoções. Segundo o hipnoterapeuta pioneiro neste tema, Milton H. Erickson, nossas condutas e modos de agir em determinadas situações, encontram-se dentro do inconsciente, e este guia nosso corpo físico e a maneira na que respondemos aos estímulos externos.

### Inconsciente coletivo
O fundador da psicologia analítica, Carl Gustav Jung, propôs o conceito de Inconsciente coletivo no século XIX . Ele trabalha com a diferença entre o «social» e o «coletivo», onde em primeiro lugar faz referência ao grupo de pessoas que constituem uma sociedade, e o segundo expõem que o indivíduo tem em comum com os seus familiares. Por isso, para a psicologia analítica, o complementar ao «indivíduo» é o «coletivo».
Segundo Jung, bem como um indivíduo tem seu próprio inconsciente, o coletivo também tem, e este é uma forma em comum, composta por traços de personalidade que compõem nossa a individualidade. 
O que Carl Jung aborda é que há uma série de práticas que não vêm das aprendizagens conseguidas, mas sim das  experiências coletivas que compartilhamos com todos os seres humanos, independentemente de nossas vivências individuais. É por isso que ele define que o inconsciente coletivo é como um «segundo sistema psíquico cuja natureza é universal e impessoall».
As características físicas que compartilhamos como humanos, são similares entre indivíduos, e da mesma maneira, há aspectos comuns em nossa mente que existem para além da cultura e a história. Esta dimensão da psique transcende  o tempo e a vida, sendo uma experiência arraigada na humanidade desde tempos antigos.

### Inconsciente familiar
A combinação de vários tipos de inconsciente criou o conceito de Inconsciente familiar. Assim nasce o conceito de Transgeracional na psicologia.

## Árvore genealógico
Segundo Marianne Costa, colaboradora de Jodorowsky, a árvore genealógica não é somente um conceito, é um organismo vivo que vai se modificando de geração em geração. Ela também expõe que os condicionamentos emocionais e de conduta gravados por nossa linhagem no inconsciente pessoal, são eles que determinam nossa posição em frente à vida e fazem com que atuemos repetindo padrões em diferentes contextos. Pelo anterior, a análise psicogenealógica da árvore nos revela as causas originais que desencadearam esses padrões, de tal forma que possamos os reconhecer e os curar.
Genograma de quatro gerações: através de ferramentas como a construção do Genograma de quatro gerações se procura evidenciar assuntos que se transmitiram transgeracionalmente e que se repetiram (tais como brigas, dramas, conflitos, papéis, entre outros), e assim a pessoa que analisa sua árvore pode compreender seus próprios padrões, crenças e pautas de relação nos diferentes contextos, trabalhando para sua libertação.